# Fundulus catenatus
Fundulus catenatus är en fiskart som först beskrevs av Storer, 1846.  Fundulus catenatus ingår i släktet Fundulus och familjen Fundulidae. Inga underarter finns listade i Catalogue of Life.